# 1984年冬季残疾人奥林匹克运动会加拿大代表团
1984年冬季残疾人奥林匹克运动会加拿大代表团是加拿大派出的1984年冬季残疾人奥林匹克运动会代表团。获得2枚金牌、8枚银牌和4枚铜牌。